# Bistorta affinis
Bistorta affinis (D.Don) Greene, 1904 è una pianta della famiglia delle Poligonacee.

## Descrizione
Si tratta di una pianta rampicante perenne che cresce formando un tappeto; le foglie sono lunghe dai 3 ai 10 cm, di forma ellittica od oblanceolata, e crescono generalmente alla base della pianta. Il fiore, di colore rosa o rosso, forma una spiga eretta e alta dai 5 ai 7,5 cm.